# Deutsches Meisterschaftsrudern 1896
Das 15. Deutsche Meisterschaftsrudern wurde 1896 in Hamburg ausgetragen. Wie in den Jahren zuvor wurde nur im Einer der Männer ein Meister ermittelt. Deutscher Meister wurde Wilhelm Klebahn vom Bremer RV von 1882.

## Medaillengewinner
| Bootsklasse | Gold                                 | Silber                                           | Bronze                              |
| ----------- | ------------------------------------ | ------------------------------------------------ | ----------------------------------- |
| Einer       | Wilhelm Klebahn (Bremer RV von 1882) | Walter Franz-Jentsch (RV Sport-Germania Stettin) | Paul Sommerkamp (RC Kosmos Hamburg) |